# Palaeonympha macrophthalmia
Palaeonympha macrophthalmia är en fjärilsart som beskrevs av Hans Fruhstorfer 1911. Palaeonympha macrophthalmia ingår i släktet Palaeonympha och familjen praktfjärilar. Inga underarter finns listade i Catalogue of Life.